# Trypaneoides poecilus
Trypaneoides poecilus är en tvåvingeart som beskrevs av Shatalkin 1999. Trypaneoides poecilus ingår i släktet Trypaneoides och familjen lövflugor. Inga underarter finns listade i Catalogue of Life.